# Подонок (фильм, 1997)
«Подонок» (пол. Bandyta) или «Бандит» — драма режиссёра Мацея Дейчера, выпущенная в 1997 году.

## Сюжет
Начало 1990-х годов. Британский заключенный, полубританец-полуполяк Джерри Брутецки, по прозвищу «Брут», в рамках спецпрограммы прямиком из тюрьмы в Лондоне отправлен в Румынию на работу в местном детском приюте. Последний представляет собой ужасное по условиям и обращению заведение, управляемое жестоким Синкаем. Здесь не чураются даже продажи детей на Запад. Джерри через некоторое время заводит роман с молодой нянькой Марой, не зная, что в него влюблена 12-летняя цыганка Елена, имеющая смертельный порок сердца.

## В ролях
- Тиль Швайгер — Брут
- Полли Уокер — Мара
- Пит Постлетуэйт — Синкай
- Джон Хёрт — Бэбитс
- Ида Яблоньска — Елена

## Награды и номинации
| Год  | Премия               | Категория       | Имя                                              | Результат |
| ---- | -------------------- | --------------- | ------------------------------------------------ | --------- |
| 1997 | Polish Film Festival | Лучший актёр    | Тиль Швайгер                                     | Победа    |
| 1997 | Polish Film Festival | Лучшая музыка   | Михал Лоренц                                     | Победа    |
| 1997 | Polish Film Festival | Лучший сценарий | Цезари Харасимович                               | Победа    |
| 1997 | Polish Film Festival | Лучший звук     | Пётр Кноп, Александр Голебёвски, Мариуш Кучински | Победа    |
| 1998 | Paris Film Festival  | Гран-при        | Мацей Дейчер                                     | Номинация |